# Holografi
Holografi (av grekiskans holo = "hel" eller "fullständig", graphia = "skriven") är en avancerad form av fotografi där man kan se objekt tredimensionellt, så kallade hologram. Holografitekniken kan också användas optiskt för att lagra information.

## Historia
Holografi uppfanns 1947 av den ungerske fysikern Dennis Gabor (1900 – 1979). För detta tilldelades han Nobelpriset i fysik
år 1971. Upptäckten var ett oväntat resultat av forskning för att förbättra elektronmikroskopet, men den fick inte genomslag förrän lasern uppfunnits 1960. År 1962 kom den ryske fysikern Jurij Denisyuk på en lovande metod för holografi med inspelning i tredimensionell miljö.
Ordet hologram förekom i svensk media för första gången 1966.

## Olika typer av hologram
Flera olika typer av hologram kan framställas. De första hologrammen var transmissionshologram, vilka kunde betraktas när man lyste genom dem med laser. En senare förbättring, regnbågstransmissionen, tillät att hologrammen betraktades i vitt ljus. Den typen av hologram används nu allmänt på kreditkort som en säkerhetsmärkning och på produktförpackningar. ("Säkerheten" bygger på att det krävs mycket stora tekniska och ekonomiska resurser för att förfalska ett hologram.)
Hologram av typ regnbågstransmission är försedda med en reflekterande folie på baksidan vilket gör att ljuset bygger upp bilden bakifrån. Ett annat slag av hologram är reflektionshologram för vitt ljus, vilka är tillverkade på ett sådant sätt att bilden byggs upp av naturligt ljus på samma sida om hologrammet som betraktaren. 
Ett av de mest lovande framstegen i hologrammens korta historia har varit massproduktionen av billiga lasrar uppbyggda med halvledarteknik. De används allmänt i miljoner av dvd-spelare och andra tillämpningar, men är också användbara för holografi. Dessa billiga, kompakta halvledarelasrar (diodlasrar) kan mäta sig väl med de stora, dyra gaslasrar som tidigare erfordrades för att skapa hologram. Genom denna nya billiga teknik är holografi en mycket mer tillgänglig teknik för forskare med liten budget, konstnärer och andra intresserade med laserteknik som hobby.

## Teknisk beskrivning
Skillnaden mellan holografi och fotografi kan bäst förstås om man tänker på vad ett svart-vitt foto egentligen är: en avbildning punkt för punkt av en ljusstråle som bygger upp en bild. Varje punkt i fotografiet avbildar bara en sak, intensiteten (det vill säga kvadraten på amplituden av det elektriska fältet) i den ljusstråle som lyser upp den speciella punkten. I fallet med färgfotografi lagras något mer information (bilden lagras tre gånger med hjälp av tre olika färgfilter), vilket tillåter en (delvis) rekonstruktion av ljusets våglängd och därmed även dess färg.
I verkligheten bygger ljuset upp bilden inte bara genom en bestämd amplitud och våglängd, utan också med sin fas. I ett fotografi har ljusets fas såsom det var i verkligheten gått förlorad. I ett hologram avbildas både amplituden och ljusets fas (ofta vid en bestämd våglängd). När bilden sedan rekonstrueras är det resulterande ljusfältet identiskt med det som kom från originalscenen, vilket ger en perfekt tredimensionell bild (dock, i de flesta fall, en monokromatisk bild, även om färghologram är möjliga).

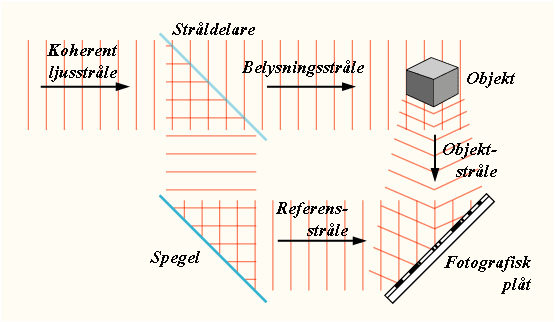
Framställningprocessen för hologram.

För att efterbilda ljusets fas för varje punkt i bilden, använder man inom holografin en referensstråle  som kombineras med ljuset från det som avbildats (objektstrålen). Optisk interferens mellan referensstrålen och objektstrålen, genom superposition (överlagring) av ljusvågorna, skapar ett ljusmönster som kan lagras på en vanlig fotografisk film. Ljusmönstret bildar en sorts diffraktionsgaller på filmen. 

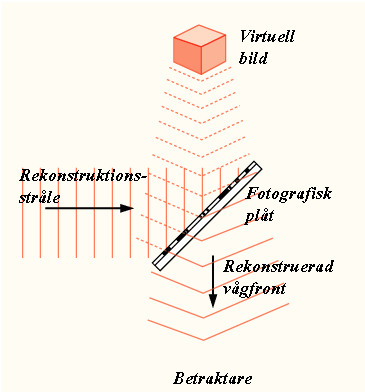
Rekonstruktion av hologrammet.

När väl filmen har framkallats kan den ursprungliga objektstrålen rekonstrueras, om den blir belyst med referensstrålen (genom diffraktionen rekonstrueras objektstrålen både till intensitet och fas). Eftersom både fasen och intensiteten återges, verkar bilden vara tredimensionell; betraktaren kan byta betraktningspunkt och föremålet tycks rotera precis som det ursprungliga föremålet skulle ha synts om betraktaren promenerat runt detsamma.
Eftersom det för avbildningen fordras interferens mellan referensstrålen och objektstrålen används en koherent ljuskälla. En laser är en sådan ljuskälla. Ljuset från lasern delas upp i två delstrålar, en bildar referensstrålen och en belyser föremålet och bildar objektstrålen. De tidigaste hologrammen framställdes innan lasern var uppfunnen, och man använde då koherenta ljuskällor (vilka var krångligare), såsom kvicksilverlampor.
Ljusstrålens koherenslängd bestämmer det maximala djup bilden kan ha. En laser har vanligen en koherenslängd på flera meter, lämplig för djupa hologram. Små "pennlasrar" (laserpekare) brukar ha kortare koherenslängd och bedömdes tidigare som för små för att framställa hologram. Detta har visat sig vara fel, och man har framgångsrikt framställt små hologram med pennlaser. Stora analoga hologram kan inte göras med pennlaser på grund av deras låga effekt (oftast 1 mW till 5 mW). Digital holografi har inte den begränsningen.

## Användning av hologram
Holografi kan användas på en mängd andra sätt än att lagra bilder. Holografisk datalagring är en teknik som med hög informationstäthet kan lagra information inuti kristaller eller fotopolymerer.
Nuvarande lagringsteknik såsom dvd har nått eller når snart den övre gränsen för möjlig lagring (lagringstätheten begränsas av den störande diffraktion som uppstår när lagringstätheten närmar sig den skrivande strålens våglängd). Holografiska minnen har möjligheten att bli nästa generation av lagringsmedia. Fördelen med denna typ av lagring är att hela volymen av lagringsmediat används och inte bara ytan.
Med ny teknik väntar sig teknikerna en lagringshastighet (skrivhastighet) på ungefär 1 gigabit per sekund. Experterna tror att läshastigheten kan komma att uppgå ända till 1 terabit per sekund. 
År 2005 har företaget Optware tagit fram en skiva på 120 mm som med holografisk lagringsteknik rymmer 1 terabyte.
Andra användningsområden för hologram är mätteknik och optiska datorer.
Hologram är också vanliga inom science fiction, som till exempel Star Trek-TV-serierna. Där ombord på rymdskeppen finns ett holodeck (engelska), ett rum där energi omvandlas till materia. Här talar användaren till Computer genom att ge instruktioner om att skapa det han/hon vill ha.